# EG (revista)
EG és una revista que publica estudis i discuteix diversos aspectes dels finals d'escacs. Les lletres "EG" són l'acrònim anglès d'"End Game" (final).

## Història
John Roycroft, un compositor d'escacs i entusiasta dels finals va fundar la revista el 1965 i va ser-ne l'editor durant els primers 102 números, fins a l'any 1991. Des de llavors, és la companyia neerlandesa Alexander Rueb Vereniging voor Schaakeindspelstudie (ARVES) qui ha publicat la revista, tot i que en Roycroft ha romàs com a editor cap. L'actual editor en cap és Harold van der Heijden.
Mentre que moltes revistes inclouen seccions d'estudis i problemes d'escacs, EG és l'única que s'enfoca exclusivament en el final. La revista se centra en els estudis, però en alguns casos inclou finals pràctics als articles. Un altre objectiu principal és la recollida i la republicació de premis per als tornejos d'estudis de final. L'octubre de 2019, l'expert alemany Karsten Müller es va incorporar a la redacció amb la seva pròpia columna dirigida als jugadors pràctics.